# Symphysanodon pitondelafournaisei
Symphysanodon pitondelafournaisei is een straalvinnige vissensoort uit de familie van de symphysanodonten (Symphysanodontidae). De wetenschappelijke naam van de soort werd voor het eerst geldig gepubliceerd in 2009 door Quéro, Spitz & Vayne.